# ザクウォーリア
ザクウォーリア (ZAKU WARRIOR) は、「ガンダムシリーズ」のうちのコズミック・イラ (C.E.) 年代を描いた「ガンダムSEEDシリーズ」に登場する架空の兵器。初出作品は、テレビアニメの第2作として2004年 - 2005年に放送された『機動戦士ガンダムSEED DESTINY』。
「ガンダムシリーズ」の主要兵器である人型ロボット「モビルスーツ (MS) 」の1機種で、作中勢力のひとつである「プラント」の軍事組織「ザフト」の量産機。ジン、シグー、ゲイツと続くザフト量産機の新型機であり、敵勢力の地球連合軍製MSを参考にしたバックパックの換装機能をもつ。汎用性の高さから豊富なバリエーションが製造され、中でも頭部アンテナと両肩シールドを装備した指揮官機はザクファントムの名で呼ばれる。基本塗装は緑色だが、ルナマリア・ホークの赤いザクウォーリアやレイ・ザ・バレルの白いザクファントムなどの専用色に染められた機体も存在する。
「ザク」の名のとおり、その形状や設定は宇宙世紀シリーズに登場するジオン公国軍の「ザクII」を参考にしており、メカニックデザインもオリジナルのザクを担当した大河原邦男が行っている。一方で明確な差異も存在し、たとえば宇宙世紀のザクが右肩にシールド、左肩にスパイクアーマーを装備しているのに対し、C.E.のザク（ウォーリア）は右肩がスパイクアーマー、左肩がシールドという逆の構成となっている。また、宇宙世紀版はビーム兵器が使えない旧式機であり、ビームが使える新型というC.E.版と設定が逆転している。

## 設定・デザイン
大河原邦男はインタビューにおいて、デザインにおいては盾の部分で苦労したと語っている。大河原は両肩にこの装備を取り付けた際はアニメーターへの負担が増加するのではないかと感じたものの、監督である福田己津央が行いたい演出があったことから、決定稿では採用したという。また、ザクに見えるが細かい所ではザクではない、ジンの流れも汲んだ『SEED』の流れの線上にあるものとしたと語っている。ヘルメットはドイツ軍のものを意識。その上部にある突起は福田が描いたラフにあったものであるという。
設定製作部によれば、ザクウォーリアのアイデアは福田己津央によるものであり、「ザク」の登場は製作スタッフ内でも賛否が分かれたという。加えて、差別化のためザクウォーリアは換装機構やザクファントムのような上位機種を個別に設定したとされる。また、バンダイの狩野義弘はインタビューにおいて、前作『機動戦士ガンダムSEED』においてはバンダイの提案から複数のガンダムを登場させたために他のMSの人気に課題を残したことから、シリーズ第一作のザクのような人気機種を登場させようと打診した所、リメイク的な機体であるザクウォーリアが誕生したと語っている。序盤においてはセカンドステージシリーズのガンダムよりも活躍を優先したことから、放送当時の商品セールスは良好だったという。
一方で、『機動戦士ガンダムSEED DESTINY』の監督である福田己津央はインタビューにおいて、サンライズの宮河恭夫から『ザクのようにヒットする機体を出してくれ』と頼まれたところ、ザクそのものを出そうと決定したのだと語っている。福田は宇宙世紀以外にガンダムタイプが登場するケースがこれまでにあったことから、ザクを登場させる試みをしてもいいのではないか、という発想でザクウォーリアの登場に踏み切ったと語っている。なお、福田は第一作『機動戦士ガンダム』に登場するザクが量産機でありながらも、シャアの搭乗によってキャラクター性が確立されていた点を踏まえ、ザクウォーリア（ザクファントム）においては『DESTINY』からのキャラクターのほか、前作『SEED』からのキャラクター搭乗も行ったと語っている。

## 設定解説
Zaft Armored Keeper of Unity ザフト・アーマード・キーパー・オブ・ユニティ = 「ZAKU」（装甲に身を固めたザフトの統一の保護者）は、ユニウス条約後に開発された「ニューミレニアムシリーズ」に属する機体である。元々は前大戦末期に量産機初の核動力MSとして設計されていたが、ユニウス条約で定められた「ニュートロンジャマーキャンセラーの軍事利用の禁止」を受け、駆動方式は従来のバッテリー方式に設計変更された。原型機が採用していたPS装甲も不採用となっているが、機体の装甲は大気圏の突入に耐用する堅牢性を保持している。機体の一部には移民した元オーブ連合首長国技術者のノウハウを取り入れ、ザクは、まさにニューミレニアム（新千年王国）の名の通り、栄光あるコーディネイターの未来を担う機体であるとされ、1000の形式番号もかけて「サウザンドシリーズ」とも呼ばれる。
最大の特徴は「ウィザードシステム」を備えている点で、単一の機体を様々な局面に対応させることができる。カタログスペックは地球連合軍のGAT-Xシリーズを上回る。

### 機体構造
頭部
従来ザフトMSのトレードマークだったトサカ状多機能センサーアレイはNジャマー下の実戦において大型のセンサーよりもカメラアイの視界が重要であることが判明したために廃止され、一部のウィザード用モジュールでは、ヘルメット部分も換装される。
腰部
腰部背面には、ビーム突撃銃、スラッシュウィザードのビームアックス、M68キャットゥスなどをマウントできる開閉式ラッチを有している。
フレキシブルチューブ
機体各部に備えられており、誘導ミサイル迎撃用プロアクティヴアーマーシステムのマルチダズラーを収める多目的コンジットとなっている。
コクピット
ニューミレニアムシリーズ専用の新規格品を採用する。
OS
ニューミレニアムシリーズの普及品なのか、それとも専用タイプなのかは定かではないが、新しいモビルスーツ・ネオ・オペレーション・システムが搭載されている
脚部
第39話の冒頭では、足（踝）部外側付近（白色スラスター直下）に人間サイズの計器パネルらしきものが確認でき、それを使ってザフト兵が通信をしているようなシーンもあった。
腕部
右肩には一体型スパイクを有した装甲を装備。
関節構造
改良が加えられており、スラスターも相まってゲイツを凌駕する機動性・運動性を発揮する。

### 武装
MMI-M633 ビーム突撃銃
ザクシリーズのメイン武装。命中精度は低いものの、優れた速射性能でビーム弾をばら撒き多数の敵への同時攻撃が可能。
ドラム型のビームマガジンを採用。ビーム射出用のエネルギーはここから供給される。
対ビームシールド
対ビームコーティングが施されたシールド。オーブから流入した超高硬度金属製錬技術による3本の衝角備え、これを使った突進攻撃も可能。裏面にはビーム突撃銃の弾倉をマウント可能なハードポイントを備える。外伝作品では、ここにM68キャットゥス 500mm無反動砲のボックスマガジンをマウントした機体も見られた。内部はMA-M8の収納スペースとなっており、使用時は前方にせり出たのち横水平で位置取ってグリップを露出させる。
MA-M8 ビームトマホーク
シールドに収納されている格闘兵器。打撃に使われるが、投斧として敵機に投擲する事も可能。
ハンドグレネード
腰部サイドアーマーを兼ねるキャニスターに装備される。
ZR11Q 閃光弾、ZR13Q 発煙弾、ZR20E 高性能炸裂弾、ZR27I テルミット焼夷弾、ZR30F 通常榴散弾 などの計5種類が存在するが、標準設置の物がどれなのかは明示されていない。
M68パルデュス 3連装短距離誘導弾発射筒
ザクウォーリアはZGMF-1017 ジンとは異なる形状でハードポイントも無い脚部だが、一部のザクファントム専用機が単純な後付けのジョイントを挿むことで本装備を装着し運用している。
M68キャットゥス 500mm無反動砲
ジン用の装備と同一。『SEED DESTINY』第16話でルナマリア・ホーク機とレイ・ザ・バレル機が使用した。
その他
ジンなどの無反動砲・重突撃機銃・誘導弾発射筒（2種）のほか、兵器ではないが鉄骨を鈍器に用いた例もあった。詳細不明の武装としてはダミートマホークが挙げられる。

### 特殊装備
ウィザードシステム
モビルスーツ支援空中機動飛翔体「グゥル」

### 劇中の活躍
ザフトではルナマリア・ホーク、ディアッカ・エルスマンなどが乗機とし、オーブの民間人だったアスラン・ザラもアーモリーワン襲撃やユニウスセブンの破砕作業に際してザクウォーリアに搭乗した。彼等はこの機体で、ファントムペインに強奪された3機のセカンドステージシリーズ、カオス、アビス、ガイアと互角以上の戦いを繰り広げた。外伝ではアニメ本篇よりも早い時期に完成（所有）していたカスタム機も登場している。
『機動戦士ガンダムSEED FREEDOM』ではハリ・ジャガンナート率いるザフト反乱軍の機体として登場し、ザフトやコンパスの勢力と交戦する。

### ザクファントム
指揮官用に配備されるザクウォーリアの上位機種。頭部には追加されたブレードアンテナによってC41SR（通信、指揮統制、情報処理）能力が強化されている。また、内部の通信機能等も異なり、両肩部にシールドを取り付けた機体が標準的な構成となる。ただし、外伝作品には肩部の装備構成をザクウォーリアと同様のものにしたザクファントムも見られる。
なお、コンピレーション・アルバム『機動戦士ガンダムSEED DESTINY COMPLETE BEST』の初回限定盤CD+DVDケース上には、肩部のプロテクター一式が左右逆に付けられたガナーザクファントムが描かれている。ファントムとは英語で「幽霊、亡霊、幻影」の意味。

#### 劇中の活躍
ザクウォーリアと同様にC.E.73年では配備が開始されたばかりの機体で、一部のザフトレッド（赤服）や白服の指揮官級、またはFAITH（特務隊）といった非凡なパイロットが優先的に搭乗している。
レイ・ザ・バレル機は奪取されたセカンドステージシリーズやネオ・ロアノークのエグザスと渡り合った。イザーク・ジュール機はディアッカやアスランとの連携によってセカンドステージシリーズを圧倒する活躍を見せた。また、ハイネ・ヴェステンフルス機は開戦時のプラント防衛戦で奮戦し活躍した。

## ウィザードシステム
ザフトが開発した兵装換装方式の一種。地球連合の「ストライカーパック」に大変酷似したシステムであり、実際「ザフト版ストライカーシステム」と説明されている資料もある。
このシステムはユニウス条約において定められた「保有MSの上限の設置」への対抗策でもあり、その限られた用途ゆえ汎用機よりも普及数の少ない局地戦用機の生産台数の抑制にも貢献し、コスト削減や換装により局地戦仕様機の生産数をカバーできるという恩恵も齎している。バックパックの換装システムとして位置付けられるが、「ノクティルーカウィザード」のような一部の換装パックでは加えて頭部・肩部を交換し脚部に装着するケースもみられる。形式番号は運用するMS側に続いて「/」を挿む「各モビルスーツ番号/各ウィザード番号」のように表記される（ZGMF-1000/A1、ZGMF-1001/Mなど）。
ザクシリーズのほか、バクゥハウンドやドムトルーパーにも同規格の換装機構を備え、少なからず相性の違いは見られるものの互換性が図られている。一方、流出したデータで造られたザフト製以外の非正規ウィザードも存在する。なお、資料によってはウィザードパック、ウィザード換装システムなどとも記されている。

### ブレイズウィザード
正規品。多数のスラスターを備えた機動戦型ウィザード。宇宙での防衛能力を重視して設計され大気圏内外を問わず運用可能だが、無重力下での機動戦でダガーLやウィンダムを凌駕する一方で飛行能力を得られない事から、地上では純粋な機動力強化装備として機能する。そのため、空中戦では従来通りグゥルの併用が必須となる。ブレイズとは英語で「火炎、劫火」の意味。
ガナーと共に登場頻度の多い装備であり、レイ、アスラン、シホ、ハイネ、ディアッカ機などが使用した。一方、アレック専用ブレイズバクゥハウンドの物はパーソナルカラーの白に塗色されており、バクゥ系胴体の構造上問題から多目的ターレット基部にジョイントパーツを増加して接続している。
AGM138ファイヤビー 誘導ミサイル
両側スラスターブロック先端部に内蔵された小型ミサイル。弾幕形成による撹乱に威力を発揮する。装弾数は片側19発、計38発。

### ガナーウィザード
正規品。大型ビーム砲と専用エネルギータンクで構成される砲戦型ウィザードで、ガナーとは英語で「射撃手、砲手」の意味。
主にルナマリア、ディアッカ機の他、エターナルを追撃したグラスゴー隊所属機や、レクイエムの中継点を攻撃したジュール隊所属のオレンジショルダー機などが使用し、外伝ではイライジャが搭乗したザクウォーリアも装備していた。ザクファントムでの例は「FINAL PLUS 選ばれた未来」や外伝漫画などで見られた。
M1500オルトロス 高エネルギー長射程ビーム砲
ウィザード右側方にマウントされる長射程ビーム砲。ウィザードにエネルギー供給タンクが併設されているため、威力と連射性を共存させる事に成功している。射線上のMAやMSを殲滅可能な強力なビームを発射可能だが、反動の高さから両手持ち用のストックが併設される。通常時はバレルとストックが折り畳まれており、展開時の全長は機体の身長を上回る。射撃時は右脇に挟む形で保持する。名称の由来はギリシア神話に登場する双頭の魔犬「オルトロス」。

### スラッシュウィザード
正規品。機体の運動性を維持すべく軽量化されている近接格闘戦型ウィザード。スラッシュとは英語で「切り刻む、斬撃」の意味。
主にイザーク機が使用した他、高山瑞穂のコミカライズ版におけるユニウスセブン破砕作業回のアスラン機、第2 - 3期オープニング、『DESTINY MSV戦記』第1話におけるオペレーション・ラグナロク、オペレーション・フューリー、レクイエム攻防戦などで装備機が見られた。
MMI-M826ハイドラ ガトリングビーム砲
バックパックに2門装備されるエネルギー系ガトリング砲。敵機を破壊する決め手にはなり辛いものの、高速連射による牽制や迎撃で重宝される。後端部には小型スラスターも装備。名称の由来はギリシア神話に登場する魔物「ヒュドラー」の別名。
MA-MRファルクスG7 ビームアックス
高出力のビーム発生機を備え、敵機装甲を溶断破壊する装備。後端部には実体刃も有する。未使用時には折り畳み、腰部背面のラッチにマウントさせることが可能。「ファルクス」とはラテン語で「大鎌」の意。

### ナイトウィザード
『DESTINY MSV』に登場する元正規品。ドムトルーパーがザクウォーリアとコンペで競い合った頃の対抗品的なウィザードだったが、脱落し非正規扱いを経てデータからも抹消され、2基が現存するのみとなった。

### ケルベロスウィザード
『STARGAZER』などに登場する正規品で、Kerberos とはギリシア神話の怪物「ケルベロス」の意。
作品順ではアニメ本篇よりも後発となったが、時系列表ではザクウォーリア量産開始頃から完成していた初期ウィザードの1つで、ビームファングシステム×4、頭部型リトラクタブルセレクション内ビーム砲×2などの武装を備える。
アイザック専用ザクウォーリアの場合は、本基の運用に配慮して干渉する左肩のシールド一式を外しスパイクプロテクターに換装している。

### ノクティルーカウィザード
雑誌『月刊ホビージャパン』の模型連動記事『機動戦士ガンダムSEED DESTINY MSV』にて登場した。デザインは大河原邦男が担当。水上用MSというアイデアは、設定担当の森田繁によるもの。
設定解説
正規品。ノクティルーカとはラテン語で「夜光虫」の意。
水中専用機としては高い評価を得ながらも、モビルスーツとしての汎用性や整備性、生産性においてジンなどの汎用機よりも劣っていたグーンやゾノといった在来の機種に対する回答として作られた装備。水上・水中用センサー、ペリスコープ内蔵の頭部用セイルフィン、両脚部用スキッドプレート、両肩部用可動翼、背部用ダクテッドファンなどがセットになっており、それらの換装作業を要するためデフォルト状態で両肩にボールジョイント付きプロテクターを持つザクファントムとの相性が良い。ボズゴロフ級などの潜水空母から海中発進し、水中から浮上して海岸線や浅水部の敵に対する強襲が主任務となっているほか、哨戒任務にも充てられる。水面では50ノット以上の高速を叩き出し、潜水も可能だか、最高速度・最大深度は公表されていない。ザフトでは水陸両用機に採用されるロレンツィーニ・センサーも搭載する。
スキッドプレート
脚部に取り付けられる。ソナーが収納されるほか、側面にマーク13ホーミング魚雷を2発、後端部にM25対潜魚雷を4発マウントする。
144cm大型魚雷。
手下げ式のパイロンを介しマニピュレーターで携行する。元々は『機動戦士ガンダムSEED DESTINY MSV』において、作例を担当した木村直貴によって製作されたオリジナル装備であったが、後にフォトストーリー『機動戦士ガンダムSEED MSV戦記』において、この装備を保持したノクティルーカ装備型ザクウォーリアが登場している。

### ブースターウィザード
小説版(角川スニーカー文庫)『DESTINY ASTRAY』から登場する非正規品。イライジャ専用ザクファントムに合わせて造られた高機動戦闘用ウィザードで、Booster とは「推進、増幅」の意。
武装を一切持たない代わりに運動性能を追求しており、水平翼を備えた展開式スラスターの可動によってスピードだけではない機動力と大気圏内での飛行能力を理想的に両立させている。

### ホスピタルウィザード
『DESTINY ASTRAY』に登場する正規品。Hospital の名が示す通り野戦病院として機能する医療施設型ウィザードで、またはその運用に特化させたザクそのもので「ホスピタルザク」とも記される。ミハイル・コーストが搭乗していたザクに装備されていた。
キャンピングカーを丸ごと簡易病院にしたようなコンテナを3基程度背負い、ザク自体の移動能力とエネルギーを利用することで、通常の車両や航空機では辿り着けない被災地や発電設備が無い場所での活動を可能とする。その他、全身を白・赤にペイントされており、両肩は照明付き純装甲タイプに換装し、ハンドグレネード用パレットを外した腰部両脇に予備電源バッテリーを装着している。
ブレイク・ザ・ワールド事件直後の地球に救助活動で多数が導入された他、ザフト地上基地には必ず配備されている。

### イージーウィザード
クライン派の支援施設（互助集団）「ファクトリー」産の非正規品で、ドムトルーパーに合わせてC.E.73年を過ぎてから造られた最後発ウィザード。

## ザクウォーリア専用機・パーソナルカスタム機

### ルナマリア専用ザクウォーリア
アニメ『機動戦士ガンダムSEED DESTINY』に登場。グラディス隊のルナマリア・ホークの乗機で、パーソナルカラーは赤。主にガナーウィザードを装備している。第28話でムラサメからの空爆を受け大破し、同じく大破したアスランのセイバーや中破したレイのザクファントムと共に修理できないまま役目を終えた。以降ルナマリアはシンから引き継いだインパルスを乗機とした。
高山瑞穂の漫画版では、スラッシュウィザードも装備。

### シホ専用ザクウォーリア
漫画版『機動戦士ガンダムSEED DESTINY』で登場。ジュール隊のシホ・ハーネンフースの乗機。左肩にパーソナルマークのホウセンカがペイントされている以外はノーマル機と同様。主にブレイズウィザードを装備している。

### ライブコンサートバージョン / ザクウォーリア（ライブ仕様）
アニメ『機動戦士ガンダムSEED DESTINY』に登場。プロパガンダのため、ザクウォーリアをラクス・クラインの舞台装置として塗装した機体。無茶な塗装に現場の人間からも抵抗がみられたが、ラクス・クライン（ミーア・キャンベル）のマネージャーを務めたキングT@KED@の意向から採用された。
作中ではディオキアで催されたラクス・クライン（ミーア）による慰問コンサートで特設ステージとして利用された。その後、メサイアに移されていたが本篇最終話にてブレイズウィザードを装備し出撃していった。
後藤リウの小説版では、その色彩でタリア・グラディスに眩暈を感じさせている。

### ハイネ隊仕様
関連企画「ザク!ザク!!キャンペーン」のプレゼントとして設定された機体。右肩を橙色に塗装した姿から「オレンジショルダー」とも呼ばれる。ハイネの死後、彼を慕う者が部隊にかかわらずオレンジショルダーにしたとされ、本篇ではジュール隊所属で第44話の第1次レクイエム攻防戦などに登場した。

### スー専用ザクウォーリア
『FRAME ASTRAYS』に登場するスーの乗機。ザクファントム以上の性能までチューニングされており、暗めのミッドナイトブルーとレッドのツートンにカラーリングされ、左肩にパーソナルマークをペイントしている。ウィザードは本体と同色に染めたケルベロスを装備するが、左肩（シールド）の変更は行っていない。
元はスーを雇う民間軍事会社が調達した機体で、ユニウス条約締結後からギルバート・デュランダルが議長に就任するまでの期間にすでに所有・乗機としていた。

### ラガシュ基地仕様
海底基地ラガシュに配備されている機体。頭部と胴体がネイビーブルーに塗色されている。

### アイザック専用ザクウォーリア
『Δ ASTRAY』に登場するアイザック・マウの乗機。レクイエムの第1射目による惨劇に前後して愛機となった元ラガシュ基地仕様機。ウィザードは以前の乗機だったバクゥハウンドのケルベロスを装着。スー専用機とは異なり、左肩をスパイクアーマーに換装している。

### ディアッカ専用ザクウォーリア
アニメ『SEED DESTINY HDリマスター版』で登場。ディアッカ・エルスマンのザクウォーリアはそれ以前のアニメ通常版に登場した一般機カラーに代わり、専用カラーに染められた専用機が登場している。カラーリングは彼の専用ザクファントム（後述）と同じく黒灰色。

### その他のザクウォーリア
専用機
関連企画「ザク!ザク!!キャンペーン」の最優秀作品に選ばれた黒・赤カラー機。ブレイズウィザードを付加されて、アニメ本篇「PHASE-45 変革の序曲」やDESTINY MSV戦記「Field 03：月軌道・メサイア近傍宙域」などに登場した。
イライジャ・キール搭乗機
『DESTINY ASTRAY』に登場。イライジャ専用ザクファントム用のデータを収集するために行われたカイト・マディガンとの模擬戦で使用したノーマル機。ウィザードはガナーを選択し、腰部背面のラッチにはM68キャットゥスをマウントしていた。
搭乗者不明機
ときた洸一『DESTINY ASTRAY』第2巻、107頁に登場。シールドに特有のパーソナルマークがペイントされているウィザード無装備機で、アニメ本篇以前のセカンドステージシリーズのテスト時期におけるアーモリーワンにて見られた。
ミハイル・コースト搭乗機
『DESTINY ASTRAY』などに登場。ホスピタルウィザードの機体を駆り、ブレイク・ザ・ワールド事件などの今次大戦で生じた被災地を渡り歩いた。そんな折、テロリストのM1アストレイと交戦に陥った際は、落ちていた鉄骨を使って3機を瞬く間に撃破した。
マリオ・クレッグス搭乗機
『DESTINY MSV戦記』第1話に登場。オペレーション・ラグナロクにおけるザフトUIT（水中侵攻チーム）第2班の隊長機で、ノクティルーカウィザードを装備する（機体自体はノーマル仕様）。アンリ・ユージェニー率いる特殊戦部隊を曳航する任に就き、命と引き換えに完遂した。
ハイネ隊機
関連企画「ザク!ザク!!キャンペーン」に登場した機体。ザフト内でハイネ・ヴェステンフルスを慕う者達によって結成された非正規部隊「ハイネ隊」に所属するノーマル機。右肩を彼のパーソナルカラーであるオレンジに染め上げている。

## ザクファントム専用機・パーソナルカスタム機

### レイ専用ザクファントム
アニメ『機動戦士ガンダムSEED DESTINY』等に登場するレイ・ザ・バレルの乗機。
パーソナルカラーは白。主にブレイズウィザードを装備している。「スペシャルエディション 砕かれた世界」のコールドオープンでは詳細不明の斧状武器を持つ姿が新規カットで追加されていたほか、ロドニアへ向かう際にはグゥルを使用したこともあった。
第28話で中破した後は修理されることなく役目を終えた。以降レイはデスティニーガンダムと共に新たに配備されたレジェンドガンダムを乗機とした。

### イザーク専用ザクファントム
アニメ『機動戦士ガンダムSEED DESTINY』等に登場するイザーク・ジュールの乗機。パーソナルカラーはスカイブルー。主にスラッシュウィザードを装備している。第22話アバンタイトルでの地球軌道戦を最後に役目を終え、以降はグフイグナイテッド専用機に乗り換えた。

### ハイネ専用ザクファントム
ハイネ・ヴェステンフルスの乗機。パーソナルカラーはオレンジで、頭文字の「H」を模した紋章風のパーソナルマークを足とシールドにペイントしている。主にブレイズウィザードを装備し、開戦後初のプラント防衛戦で活躍。以降はグフイグナイテッド専用機に乗り換えた。

### ディアッカ専用ザクファントム
アニメ『機動戦士ガンダムSEED DESTINY』等の登場するディアッカ・エルスマンの乗機。パーソナルカラーは黒灰色。主にブレイズウィザードを装備している。本編では第44話からの登場だが、先行する形で第4期エンディングにて公開されていた（本放送版では第41話、DVD版・HDリマスター版では第38話から）。ディアッカが私的なコネクションを活用して搭乗している機体。
なお、高山瑞穂の漫画版（コミックボンボン掲載）においてはガナーウィザードを装備してのジュール隊属ガナー隊として描かれている。

### マディガン専用ザクファントム
『DESTINY ASTRAY』の小説版（角川スニーカー文庫）とフォトストーリー版（メディアワークス）に登場するカイト・マディガンの乗機。ユニウス条約締結後からアーモリーワン事変に至る期間にすでに所有していた機体で、ツノが無い頭部・オリーブグリーンのボディに白十字ペイント・両肩に装備されたシールドソードなどが特徴。
切っ先の反対側にはガトリング砲を内蔵しており、ジョイント部分から外せば手持ちの剣＆ライフルとしても使える。愛用のリボルバーを携帯する時はホルスター状パーツに換装される短剣符状の腰部サイドアーマーも武器であり、下半分を引き抜くとジャマダハルのようなデザインのアーマーシュナイダーになり、残った基部からは隠し武器のグレネードを発射できる。こういった複合兵器は特に扱いが難しいとされているが、それを好むマディガンならではの武装といえる。
なお、この専用ザクファントムの他にもノクティルーカウィザードを運用するための、もう一機別の専用ザクファントムも所有している。

### イライジャ専用ザクファントム
『DESTINY ASTRAY』に登場するイライジャ・キールの乗機。ザクファントムのカスタム機。
大破した専用ジンに代わってイライジャに用意された機体で、カイトの発注によってジャンク屋組合にて製作された。過去の戦闘データから計算した被弾箇所と合致するボディの一部がPS装甲化されているのが特徴で、通電されるとグレー色の本体に前愛機だったジン改の移植部を想起させる朱色のパターンが現れるが、これはイライジャが親友の形見であるジンのパーツ（朱色の部分）への被弾を嫌っており、それが挙動への癖として定着してしまっておりMSパイロットとして悪癖でしかない癖を矯正するためにマディガンが気を利かせて採用した仕様。
PS装甲のON・OFFは任意で可能であり、エネルギー消費を抑えながら活用できる。トレードマークの頭部バスターソードには新たに対ビームコーティングが施されている。専用開発したブースターウィザードを常用し、両脚部にM68パルデュスを装着したり、右肩部スパイクアーマーと左肩部シールドを外し2基となったジョイント部を利用したオリジナルのビーム砲を装備する事もある。漫画版『DESTINY ASTRAY』では改造版ミーティアを借り受けて使用したこともある。
小説版（角川スニーカー文庫版）『DESTINY ASTRAY』にて初登場。『VS ASTRAY』の前半にて、カーボンヒューマンとして復活したグゥド・ヴェイアによって彼のヴァンセイバーと互いの機体を交換する形で奪取された。

### リーカ専用ザクファントム
漫画版『DESTINY ASTRAY』に登場するリーカ・シェダーの乗機。本体は薄桃色で、左シールドにパーソナルマークの「眼鏡をかけたウサギ」をペイントしている。ウィザードはブレイズを選択し、アーモリーワン事変における初登場時はM66キャニス×1 と M68パルデュス×2 を装備していた。

### その他のザクファントム
専用機 (1)
パーソナルカラーは紫で、搭乗者は不明。ブレイズウィザードを装備した姿が第9話、ノーマル姿が第15話に見られた。
専用機 (2)
パーソナルカラーはカーキ（砂色）で、搭乗者は不明。ブレイズウィザードを装備し、第38話のオペレーション・ラグナロクに降下部隊として参戦するも、ニーベルングの攻撃を受けて撃墜された。

## バリエーション

### ザク量産試作型
雑誌『月刊ホビージャパン』の模型連動記事『機動戦士ガンダムSEED DESTINY MSV』にて登場した。同記事の初を飾る作例となったため、コンセプトはストライクガンダムIWSPのザクウォーリア版となっている。デザインは大河原邦男によるもので、頭部形状は5パターンのラフから選ばれた。設定上の型式番号は999のナンバリングがなされているが、これは1000のザクウォーリアの一つ前、9と旧で旧ザクを意識した森田繁の駄洒落となる。
設定解説
ZGMF-Xシリーズを完成させた設計局がNジャマーキャンセラーによる核動力MSの量産モデル第1号として開発したザクウォーリアのプロトタイプ。型式番号の数字をもじり、9ザクまたはザク999（トリプルナイン）などとも呼ばれる。
それ以外のザクウォーリアとの相違点としては、黄色にフェイズシフトするPS装甲の採用や、ジン等に見られるトサカ状の頭部複合センサーが残っている、モノアイレール中央部の支柱の存在、ウィザードシステムやシールドに用いられるジョイント基を有する肩部プロテクターがまだ採用されておらず両肩がスパイクアーマーとなっている点等が挙げられるが、基本構造はほぼ同一で計47機が製造された。しかし、C.E.72年3月10日、ユニウス条約でNジャマーキャンセラーの軍事利用が禁止された事により計画は中断を余儀無くされるが、その基本スペックの優秀性は高い評価を受けており、通常のバッテリー動力に改修し各部形状を変更した新世代の機体群「ニューミレニアムシリーズ」として開発は再び続行された。
表向きはユニウス条約の施行とともに解体処理されたとされているが、後に複数の目撃談が存在し、真相は定かではない。
武装
DFX25高周波ブレードトマホーク
背部のバックパックに逆さの状態で2挺がマウントされている実刃の格闘兵装。
大口径レールガン
背部のバックパック両脇に一対で備える高初速のレールガン。ザフトの設計陣が得意とする前方スイング方式のもの。
対ビームシールド
ザクウォーリアの同名装備とほぼ同一の盾。ただし腕（マニピュレーター）で保持するタイプとなる。
作中の活躍
漫画『機動戦士ガンダムSEED DESTINY ASTRAY』においてはヴェルヌ設計局のテストパイロットコートニー・ヒエロニムスによって試験運用され、南アメリカ独立戦争時に南アメリカ非武装中立監視所D-3をベース基地として実戦を行い十数機のダガーLを全滅させ、バリー・ホーが操縦を交代したユン専用レイスタとも一時的に交戦した。
フォトストーリー『SEED MSV』では条約以前に製造された47機はとあるコロニーに集められ解体されていたが、ファントムペイン所属のスウェン・カル・バヤン駆るストライクIWSPが奪取に現れたため、唯一解体前だった1機にコートニーが搭乗し防戦にあたるも、すでにNジャマーキャンセラーを取り外していた状態だった事から早々にフェイズシフトダウンを起こし機体も停止してしまう。その姿を見たスウェンは目的の品がもうここには存在しないと思うに至り去っていったが、コートニーの行動は乗機と自身の命をデコイとする心理作戦であり、その奥では40機以上から外されたNジャマーキャンセラーの稀少物質（ベースマテリアル）を集めて開発中だったニュートロンスタンピーダーのコアシステムがあり、その存在を悟らせないためのものだった。

### コマンドザクCCI
雑誌『月刊ホビージャパン』の模型連動記事『機動戦士ガンダムSEED DESTINY MSV』にて登場した。モチーフは第二次世界大戦時の通信機を背負った通信兵で、アンテナガンは設定を担当した森田繁のアイデアとなる。設定上の型式番号にはFが付かないが、これは戦闘用の機体でないことを意味している。デザインは大河原邦男が担当。
設定解説
Nジャマー下での無線通信を円滑化すべく開発された戦域通信指揮統制用ザクウォーリア。（型式番号：ZGM-1000/R4）
基本的に非武装機であるため、型式番号からは戦闘型 (Fight) を示す「F」の一字が省かれている。肩に装着されたパラボラアンテナが特徴で、機体のベトロニクスから関節駆動システムのバーニアモーター、ロック機構、その他にはクロノメーター、レーザージャイロ慣性誘導装置も新規または一新され、内部も1000ザクとは全く異なる構造になっている。通信機器の電源は本体駆動用のものと独立しており、量子データ通信も可能であるが、その際は外部電源との接続が必要となる。主要装備であるビームアンテナガンのコストは通常ザク1機とほぼ同額となっている。

### ザクスプレンダー
雑誌『月刊ホビージャパン』の模型連動記事『機動戦士ガンダムSEED DESTINY MSV』にて登場した。作例掲載当時にバンダイが「ザクザクキャンペーン」というザクウォーリアの企画を行っていた事から、同機体をプッシュする目的と、コアスプレンダーの有効性をアピールしたいバンダイの提案から製作された。デザインは大河原邦男によるもので、大河原が当初構想していた案のポッド型コアスプレンダーのデザインが転用されている。
設定解説
インパルスのコアスプレンダーの有効性を検証すべく分離・合体機構を付加されたザクベースの実験機（型式番号：ZGMF-X101S）。
しかしザクスブレンダーのコアスプレンダーはインパルスに比べて戦闘機と呼ぶには余りにかけ離れており、コクピットブロックに小型の可変翼を付け加えた簡素なものであった。これは飛行能力に関してインパルス用の性能には及ばないものだが、パイロットの救命用脱出装置として機能する。一方で、インパルス以後にコアスプレンダーシステムを導入した機体が登場しなかったことから、その採用そのものが何らかの政治的介在によるものであった可能性も推測されている。上半身、下半身を構成するチェストフライヤー・レッグフライヤーはインパルス同様推進力による動力飛行が可能で、強化されたスラスターと制御用AIを駆使し有重力下であっても5～10キロの動力飛行が行える。特に上半身側の飛行性能は両肩のシールドが空力効果を発揮したことから、開発陣の想定を上回るものだった。なお、ザクスブレンダーはデュートリオンビーム送電システムの実験も兼ねており、頭部にビームの受信装置を持つ。
生産数2機の内、1機は耐久試験の結果大破・破棄され、残りの1機はモスボール保存されたあと、保管施設は非公表となっている。

### プロヴィデンスザク
雑誌『月刊ホビージャパン』の模型連動記事『機動戦士ガンダムSEED DESTINY MSV』にて登場した。デザインは大河原邦男によるもので、『機動戦士ガンダムSEED DESTINY』本編において登場したレジェンドガンダムの初期案に描かれた、ドラグーンシステム搭載型のザクのデザインをリライトし、クリーンナップしたものとなっている。
設定解説
一般的なパイロットでも扱える新型ドラグーン・システムの性能実証用に製造されたMS。
設計当初はウィザードのみで対応する案もあったが、ドラグーンの性能を最大限に発揮するためにハイパーデュートリオンを搭載するなど機体本体にも大幅な改修が施されている。機体の基本カラーは黒・灰だが、テストパイロットを務めたリンナ・セラ・イヤサカの搭乗機は灰色の各エッジ部がレッドに塗り替えられている。
ザクの意匠を残した部分の相違点としては、フレキシブルチューブには新たに原子炉冷却器と量子トランシーバーを収容。両肩部には3基のスラスターを内蔵した特有のアーマー材が装着されているが、折り畳むことで対ビームシールドを併設させることができる。
このプロヴィデンスザクをアップデートさせて誕生したのがX666S レジェンドだが、その名称に関しては、第二次ヤキン・ドゥーエ攻防戦後に戦犯と指名されたラウ・ル・クルーゼの機体だったこともあってプロヴィデンスの名は継がれなかったとされる。しかし、ザフト側ではその説を公式に否定している。
武装
MA-BAR76T 高エネルギービームライフル
背部のコネクタに接続される大型ビームライフル。ライフルの両サイドにビーム突撃銃のエネルギーカートリッジを装着できる。
レジェンドに装備されたMA-BAR78Fは本兵装の改良型で、機体本体からエネルギーを供給するタイプになっている。
GDU-X4 突撃ビーム機動砲
量子通信によって遠隔操作可能なビーム砲。先端部が鋭利なブレードになっており、砲撃以外に打突による直接攻撃も想定しているが、レジェンドのGDU-X5では廃止された。
作中の活躍
フォトストーリー『SEED DESTINY MSV戦記』に登場。メサイア攻防戦に投入され、リンナは気付かぬまま元恋人のタキト・ハヤ・オシダリの搭乗するオオツキガタと遭遇・交戦した。しかし双方共に生き残り、戦後に二人は再会している。